# Malatyaspor
El Malatya Spor Kulübü es un club de fútbol turco de la ciudad de Malatya. Fue fundado en 1966 y juega en la Liga Amateur de Malatya, la sexta división del país.